# Ibibio (Sprache)
Ibibio ist die Sprache des Ibibio-Volkes im südöstlichen Nigeria. Sie gehört zu jenen Sprachen Nigerias, die seit den 1970er Jahren als Minderheitensprachen von den regierungseigenen Radio- und Fernsehsendern gefördert werden.
Es handelt sich um eine Cross-River-Sprache innerhalb der Benue-Kongo-Sprachen, eines Zweigs der Niger-Kongo-Sprachen. Ibibio hat ca. fünf Millionen Sprecher und unterteilt sich in etwa ein Dutzend Dialekte: Ibiono, Uruan, Uyo, Iman, Ikot Abasi/Mkpat Enin und Ikono (nach Urua 2004) und Enyong, Central Ibibio, Itak und Nsit (nach Gordon 2005).

## Sprachtechnologie
Bisher existieren nur wenige Arbeiten zur Sprachsynthese afrikanischer Tonsprachen. Mit der Ibibio-Synthese beschäftigt haben sich bisher Gibbon et al. (2006) und Bachmann (2006, 2007).